# Chinesischer Feuerbauchmolch
Der Chinesische Feuerbauchmolch (Cynops orientalis, Syn.: Hypselotriton orientalis), auch Chinesischer Zwergmolch, ist eine Art aus der Familie der Echten Salamander und der Gattung der  Feuerbauchmolche (Cynops).

## Merkmale
Die Chinesischen Feuerbauchmolche haben einen einheitlich tiefschwarzen Rücken, nur selten kommen Exemplare mit etwas helleren Hautflecken vor. Diese Farbvarianten können sich jedoch im Laufe des Lebens verändern. Die Bauchseite ist leuchtend orange oder rot mit schwarzen Flecken. Die Basis der Gliedmaßen, der untere Teil der Schwanzflosse sowie der vordere Teil der Kloake sind orange gefärbt, während der hintere Teil der Kloake stets schwarz ist. Anders als die verwandten Arten C. cyanurus bzw. C. chenggongensis hat Cynops orientalis keinen orangen Fleck hinter dem Auge.

## Verbreitung
Alle Arten der Gattung der Feuerbauchmolche sind in China und Japan verbreitet, meist endemisch in einem relativ kleinen Gebiet.
Der Chinesische Feuerbauchmolch bewohnt ein relativ großes Gebiet im Osten Chinas entlang des Unterlaufs des Jangtse und der angrenzenden Provinzen wie Henan, Hubei, Anhui, Jiangsu, Zhejiang, Jiangxi und Fujian. Er bevorzugt die niedrigen Ausläufer der Gebirge zwischen 30 und 1000 m Seehöhe. Hier besiedelt er die stehenden Gewässer und ernährt sich von Mückenlarven, Wasserflöhen, Regenwürmern und Nacktschnecken.

## Haltung
Oft wird die Art auch in Terrarien, Aquarien bzw. Paludarien gehalten. Ihr Fressverhalten ist räuberisch. Auch im Terrarium sollte man die vorwiegend aquatile Lebensweise des Molchs berücksichtigen.